# سحابی باد تپ‌اختر

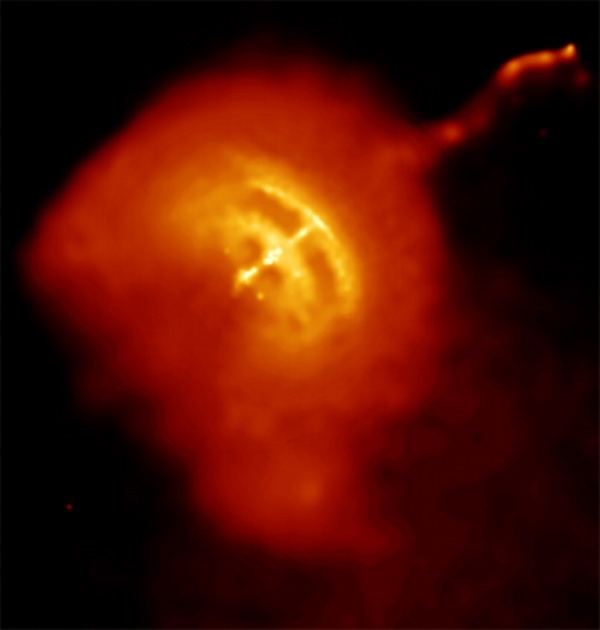
تپ اختر بادبان (در مرکز) و سحابی باد تپ‌اختری در اطراف آن

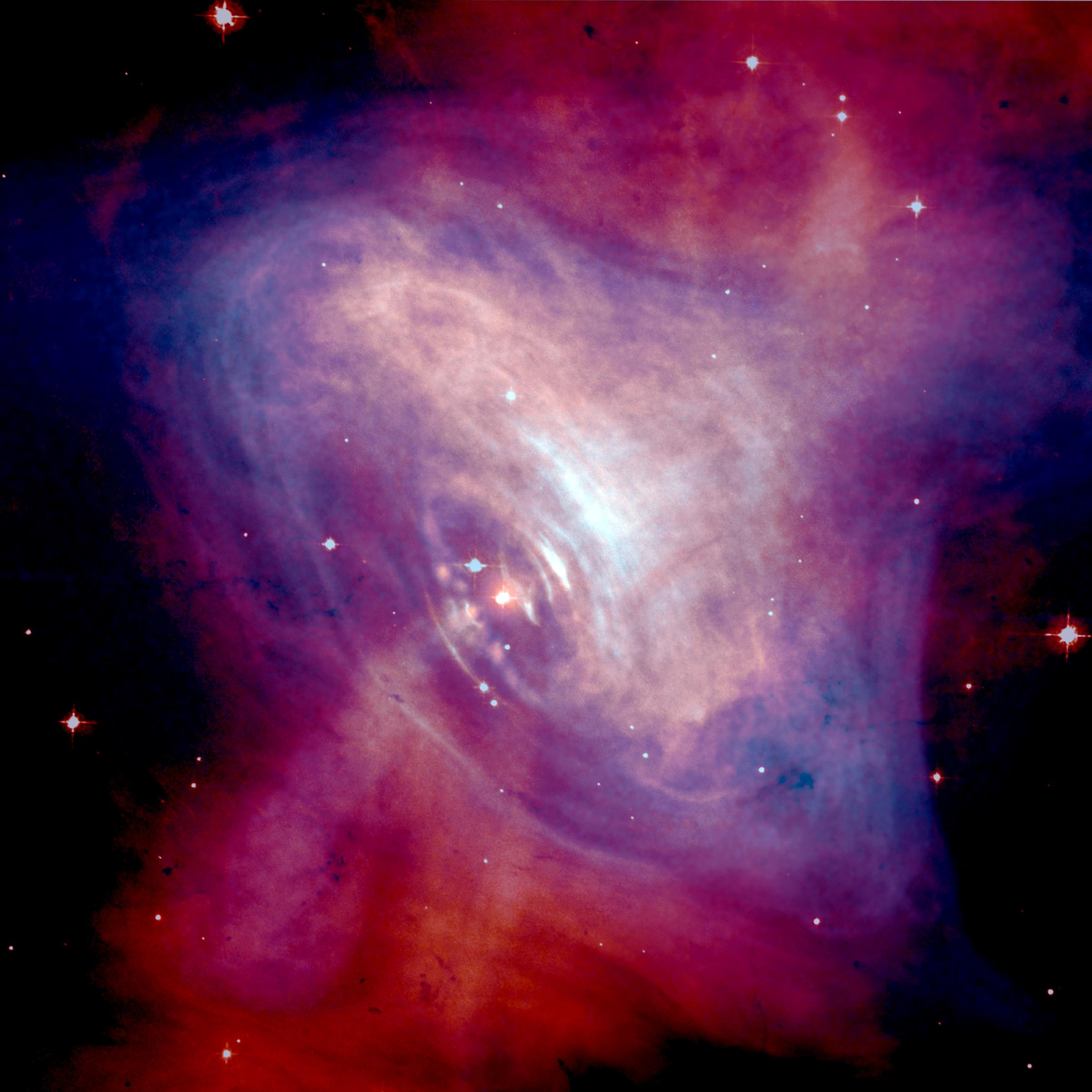
سحابی خرچنگ درونی. بخش مرکزی سحابی باد تپ‌اختر. این نگاره از ترکیب داده‌های نوری تلسکوپ هابل (به‌رنگ قرمز) و پرتو ایکس چاندرا (آبی‌رنگ) به‌دست آمده‌است.

سحابی باد تپ‌اختر (انگلیسی: Pulsar wind nebula) یا (PWN) که سحابی باد تپ‌اختری و گاهی پلریون (برگرفته از واژه یونانی «πλήρης»، pleres، به معنای «پر») نیز نامیده می‌شود، نوعی سحابی است که گاهی در داخل پوستهٔ بازماندهٔ یک ابرنواختر دیده می‌شود. سحابی باد تپ‌اختر، با بادهای تولید شده توسط یک تپ‌اختر مرکزی تغذیه می‌شود. وجود این سحابی‌ها به عنوان یک کلاس در سال ۱۹۷۶ به عنوان افزایش طول موج‌های رادیویی در بقایای ابرنواخترها پیشنهاد شدند. از آن زمان مشخص شد که آنها منابع مادون قرمز، نوری، میلی‌متری، پرتو ایکس و پرتو گاما هستند.

## شکل‌گیری
سحابی‌های باد تپ‌اختر در مراحل مختلفی تکامل می‌یابند. سحابی‌های باد تپ‌اختری نو به زودی پس از ایجاد یک تپ‌اختر ظاهر می‌شوند و معمولاً در داخل باقیماندهٔ یک ابرنواختر، به عنوان مثال سحابی خرچنگ، یا سحابی درون باقیمانده ابرنواختر بزرگ بادبان، قرار می‌گیرند. با پیر شدن سحابی باد تپ‌اختر، باقیمانده ابرنواختر متلاشی شده و ناپدید می‌شود. با گذشت زمان، سحابی‌های باد تپ‌اختری ممکن است به سحابی‌های کمان‌شوک در اطراف تپ‌اخترهای میلی‌ثانیه‌ای یا به آرامی در حال چرخش تبدیل شوند.